# Odprto prvenstvo ZDA 2014
Odprto prvenstvo ZDA 2014 je teniški turnir za Grand Slam, ki je med 25. avgustom in 8. septembrom 2014 potekal v New Yorku.

## Moški posamično
Marin Čilić :  Kei Nišikori, 6–3, 6–3, 6–3

## Ženske posamično
Serena Williams :  Caroline Wozniacki 6–3, 6–3

## Moške dvojice
Bob Bryan /  Mike Bryan :  Marcel Granollers /  Marc López 6–4, 6–3

## Ženske dvojice
Jekaterina Makarova /  Jelena Vesnina :  Martina Hingis /  Flavia Pennetta, 2–6, 6–3, 6–2

## Mešane dvojice
Sania Mirza /  Bruno Soares :  Abigail Spears /  Santiago González, 6–1, 2–6, [11–9]